# Sei mein Weibchen
Sei mein Weibchen ist eine rund einstündige US-amerikanische Stummfilmkomödie aus dem Jahre 1921 von und mit Max Linder.

## Handlung
Max ist unsterblich in die nette Mary verliebt, und er wünscht sich von ihr nichts mehr als „Sei mein Weibchen!“. Doch da gibt es zwei Menschen, die das unbedingt verhindern wollen: Der dickliche und unansehnliche Archie, der selbst ein Auge auf das Mädchen geworfen hat, und Marys Tante Agatha, eine klapperdürre Schreckschraube mit schiefem Gesicht, die unbedingt Mary mit Archie verkuppeln möchte. Der ist damit beschäftigt, Max vor Mary und Tante Agatha unmöglich zu machen und wirft ihm Knüppel zwischen die Beine, wo er nur kann. Die sehnige, zeternde Tante erscheint ihm sogar im Schlaf, in dem Max eigentlich von einem glücklichen Eheleben mit Mary träumt und stattdessen Agatha im Genick hat.
Max muss nun kräftig gegensteuern und tut alles, um sich als idealen Schwiegersohn in spe zu präsentieren. In seinem Einfallsreichtum inszeniert er sogar eines Tages in einem Nachbarzimmer einen fiktiven Zweikampf mit sich selbst in der Rolle eines Einbrechers und sorgt dafür, dass Mary, Archie und Tante Agatha alles durch Tür und Wände mitbekommen. Als er als „Sieger“ vor die Tür tritt, hat er nicht nur endgültig Marys Herz für sich gewonnen, sondern auch die sperrige Tante davon überzeugt, dass er doch für Mary der Richtige ist.

## Produktionsnotizen
Sei mein Weibchen war einer von drei Filmen, die Linder zwischen 1920 und 1922 in Hollywood drehte. Diese Produktion wurde am 6. November desselben Jahres uraufgeführt. Am 30. Mai 1924 lief Sei mein Weibchen in Deutschland an, die österreichische Premiere war bereits am 5. Mai 1923. Der Fünfakter besaß eine Länge von 1417 Metern.

## Kritiken
Das Kino-Journal schrieb: „Max Linders unwiderstehliche Komik feiert in diesem Film wieder neue Triumphe. (…) Die urdrolligen Situationen, die dieser Film bietet, bringen die Lachmuskeln in Erregung.“
Der Tag befand: „Sei mein Weibchen ist, trotz amerikanischer Aufmachung, echt Pariser Witz von der erfreulichsten Art. […] Das Komischeste aber an den sich häufenden tollenden, unmöglichen Situationen ist immer ihre logische Notwendigkeit. Der Stahlglanz ironischer Intelligenz blitzt dazwischen.“
Im Illustrirten Wiener Extrablatt heißt es: “Die Liebeständeleien im regen Wechsel mit überaus komischen Situationen, in deren Mittelpunkt der fesche Max steht, haben alle Eigenschaften zu fesseln und stürmische Heiterkeit hervorzurufen. Max Linder windet sich aus allen Schwierigkeiten heraus, so daß man daran seine diebische Freude hat.”
Paimann’s Filmlisten resümierte: „Das Ganze ist inhaltlich vorwiegend auf Situationskomik gestellt, sehr unterhaltend, auch darstellerisch ausgezeichnet.“
In neuerer Betrachtung heißt es auf AllMovie: “Dieser Film ist hinreichend lustig, obwohl einige der Witze etwas müffeln. Aber Linder wurde von Charles Chaplin – den er stark beeinflusste – so weit übertroffen, dass dieser und seine beiden anderen Filme von 1921 im Vergleich dazu verblassten.”

## Belege und weiterführende Informationen
1. ↑  „Sei mein Weibchen“. In: Das Kino-Journal. Offizielles Organ des Bundes österreichischer(/der österreichischen) Lichtspiel-Theater, der Landes-Fachverbände und der Sektion Niederösterreich-Land / Das Kino-Journal. Offizielles Organ des Zentralverbandes der österreichischen Lichtspiel-Theater und sämtlicher Landes-Fachverbände / Das Kino-Journal. Offizielles Organ des Bundes der Wiener Lichtspieltheater und sämtlicher Landes-Fachverbände / Das Kino-Journal. (Vorläufiges) Mitteilungsblatt der Außenstelle Wien der Reichsfilmkammer, 28. April 1923, S. 46 (online bei ANNO).
2. ↑  „Sei mein Weibchen“. In: Der Tag / Der Wiener Tag, 11. Mai 1923, S. 6 (online bei ANNO).
3. ↑  „Sei mein Weibchen“. In: Illustrirtes Wiener Extrablatt, 11. Mai 1923, S. 7 (online bei ANNO).
4. ↑  Sei mein Weibchen! (Memento vom 20. August 2017 im Internet Archive) in Paimann‘s Filmlisten
5. ↑  Janiss Garza: Sei mein Weibchen (Memento vom 26. Dezember 2022 im Internet Archive) bei AllMovie (englisch)